# Vittorio Fontanella
Vittorio Fontanella (Chiampo, 17 marzo 1953) è un ex mezzofondista italiano, quattro volte campione nazionale.

## Carriera
Quinto nei 1500 metri piani ai Giochi olimpici di Mosca 1980.

## Palmarès
| Anno | Manifestazione  | Sede | Evento     | Risultato | Tempo    | Note  |
| ---- | --------------- | ---- | ---------- | --------- | -------- | ----- |
| 1981 | Coppa del mondo | Roma | 5000 metri | Bronzo    | 14'09"06 | [ 2 ] |

## Campionati nazionali
Titoli italiani individuali (4)
- Campionati italiani assoluti[3]
  - 1500 m: 3 titoli (1975, 1976 e 1978)
- Campionati italiani assoluti indoor[4]
  - 800 m: 1 titolo (1973)

## Altre competizioni internazionali
1981
- Bronzo in Coppa del mondo ( Roma), 5000 m piani - 14'09"06